# TOI-175 c
TOI-175 c または L98-59 cは、とびうお座の方向に約35光年離れたところにある赤色矮星 TOI-175の周りを公転している太陽系外惑星である。地球の2.2倍程度の質量を持つ太陽系外惑星である。TOI-175系には、TOI-175 cの他に少なくともさらに3個（候補となっているTOI-175 fが存在していれば4個）の惑星があるとされている。